# Atlapetes leucopis
El atlapetes embridado (Atlapetes leucopis), también denominado matorralero de anteojos o gorrión montés parduzco, es una especie de ave paseriforme de la familia Passerellidae propia de los Andes.

## Distribución y hábitat
Se encuentra únicamente en los Andes de Ecuador y  Colombia. Su hábitat natural son los bosques húmedos tropicales de montaña.